# Новоолександрівська сільська рада (Братський район)
Новоолекса́ндрівська сільська́ ра́да — колишня адміністративно-територіальна одиниця та орган місцевого самоврядування у Братському районі Миколаївської області. Адміністративний центр — село Новоолександрівка. У 2020 році ліквідована та приєднана до Братської селищної громади.

## Загальні відомості
- Населення ради: 736 осіб (станом на 2001 рік)

## Населені пункти
Сільській раді підпорядковані населені пункти:
- с. Новоолександрівка
- с. Мирне

## Склад ради
Рада складається з 14 депутатів та голови.
- Голова ради: Окмінська Оксана Вікторівна
- Секретар ради: Ткаченко Любов Володимирівна

### Керівний склад попередніх скликань
| Прізвище, ім'я, по батькові        | Основні відомості                                                                       | Дата обрання | Дата звільнення |
| ---------------------------------- | --------------------------------------------------------------------------------------- | ------------ | --------------- |
| Спінчевський Олександр Миколайович | Сільський голова, 1946 року народження, безпартійний                                    | 26.03.2006   | 25.12.2009      |
| Окмінська Оксана Вікторівна        | Сільський голова, 1971 року народження, освіта середня спеціальна, член Партії регіонів | 31.10.2010   |                 |

Примітка: таблиця складена за даними сайту Верховної Ради України

### Депутати
За результатами місцевих виборів 2010 року депутатами ради стали:

#### За суб'єктами висування
| Суб'єкт висування             | Кількість обраних депутатів | %    |
| ----------------------------- | --------------------------- | ---- |
| Партія регіонів               | 6                           | 42,9 |
| Комуністична партія України   | 4                           | 28,6 |
| Народна партія                | 2                           | 14,3 |
| Політична партія «Фронт Змін» | 2                           | 14,3 |

#### За округами
| № округу                      | Прізвище, ім'я, по батькові         | Дата визнання обраним | Освіта             | Партійна приналежність              | Відомості про обраного депутата                                    |
| ----------------------------- | ----------------------------------- | --------------------- | ------------------ | ----------------------------------- | ------------------------------------------------------------------ |
| Комуністична партія України   |                                     |                       |                    |                                     |                                                                    |
| 4                             | Ткаленко Ольга Григорівна           | 04.11.2010            | середня            | позапартійна                        | Новоолександрівська загальноосвітня школа І-ІІ ст., кухар          |
| 5                             | Рудінський Василь Олександрович     | 04.11.2010            | вища               | член Комуністичної партії України   | Управління ветеринарної медицини в Братському районі, лікар        |
| 12                            | Солодуненко Калина Василівна        | 04.11.2010            | середня            | позапартійна                        | ФГ «Калина», голова                                                |
| 13                            | Дітківська Галина Семенівна         | 04.11.2010            | середня            | позапартійна                        | Мирнівський фельдшерсько-акушерський пункт, молодша медична сестра |
| Народна Партія                |                                     |                       |                    |                                     |                                                                    |
| 3                             | Бабенко Жанна Степанівна            | 04.11.2010            | середня спеціальна | член Народної партії                | Новоолександрівська сільська рада, соціальний працівник            |
| 11                            | Ткаченко Любов Володимирівна        | 04.11.2010            | вища               | член Народної партії                | Новоолександрівська сільська рада, секретар                        |
| Партія регіонів               |                                     |                       |                    |                                     |                                                                    |
| 1                             | Череватенко Валентина Володимирівна | 04.11.2010            | середня            | член Партії регіонів                | ОФГ «Прогрес», кухар                                               |
| 2                             | Окмінська Інна Сергіївна            | 04.11.2010            | середня            | член Партії регіонів                | Новоолександрівське відділення зв'язку, листоноша                  |
| 6                             | Бабич Тетяна Іванівна               | 04.11.2010            | середня            | член Партії регіонів                | Новоолександрівська сільська рада, спеціаліст землевпорядник       |
| 7                             | Олексієнко Олександр Вікторович     | 04.11.2010            | середня            | член Партії регіонів                | приватний підприємець                                              |
| 10                            | Запорожан Алла Володимирівна        | 04.11.2010            | середня            | член Партії регіонів                | Новоолександрівський ДНЗ, помічник вихователя                      |
| 14                            | Фабрикова Ольга Леонідівна          | 04.11.2010            | середня            | член Партії регіонів                | тимчасово не працює                                                |
| Політична партія «Фронт Змін» |                                     |                       |                    |                                     |                                                                    |
| 8                             | Мислицька Людмила Леонідівна        | 04.11.2010            | вища               | член Політичної партії «Фронт Змін» | Новоолександрівська загальноосвітня школа І-ІІ ст., вчитель        |
| 9                             | Мислицький Олександр Миколайович    | 04.11.2010            | вища               | член Політичної партії «Фронт Змін» | Новоолександрівська загальноосвітня школа І-ІІ ст., вчитель        |

## Населення
Згідно з переписом УРСР 1989 року чисельність наявного населення села становила 754 особи, з яких 322 чоловіки та 432 жінки.
За переписом населення України 2001 року в селі мешкала 731 особа.

### Мова
Розподіл населення за рідною мовою за даними перепису 2001 року:
| Мова       | Відсоток |
| ---------- | -------- |
| українська | 89,54 %  |
| російська  | 5,30 %   |
| молдовська | 4,48 %   |
| вірменська | 0,41 %   |
| білоруська | 0,14 %   |